# النميص (نعمان)

تعديل مصدري - تعديل

النميص هي إحدى قرى عزلة الرحبة بمديرية نعمان التابعة لمحافظة البيضاء، بلغ تعداد سكانها 54 نسمة حسب تعداد اليمن لعام 2004.